# Episodi di Falcon Crest (seconda stagione)
La seconda stagione della serie televisiva Falcon Crest, composta da 22 episodi, è andata in onda negli Stati Uniti sul canale CBS dal 1º ottobre 1982 all'11 marzo 1983, posizionandosi all'8º posto nei rating Nielsen di fine anno con il 20,7% di penetrazione e con una media superiore ai 17 milioni di spettatori.
In Italia è andata in onda su Rete 4.
Il cast regolare di questa stagione è formato da: Jane Wyman (Angela Channing), Robert Foxworth (Chase Gioberti), Susan Sullivan (Maggie Gioberti), Lorenzo Lamas (Lance Cumson), David Selby (Richard Channing), Billy R. Moses (Cole Gioberti), Jamie Rose (Vickie Gioberti), Abby Dalton (Julia Cumson), Ana Alicia (Melissa Agretti Cumson).
| nº | Titolo originale      | Titolo italiano          | Prima TV USA     | Prima TV Italia   |
| -- | --------------------- | ------------------------ | ---------------- | ----------------- |
| 1  | The Challenge         | Sfida                    | 1º ottobre 1982  | -                 |
| 2  | The Arrival           | Arrivo                   | 8 ottobre 1982   | -                 |
| 3  | Trouble Waters        | L'acqua della discordia  | 15 ottobre 1982  | -                 |
| 4  | Murder One            | Omicidio                 | 22 ottobre 1982  | 2 settembre 1983  |
| 5  | The Exposé            | Trappola                 | 5 novembre 1982  | -                 |
| 6  | Home Away from Home   | Rapporto difficile       | 12 novembre 1982 | 9 settembre 1983  |
| 7  | The Namesake          | Lo chiameremo Joseph     | 19 novembre 1982 | 16 settembre 1983 |
| 8  | Choices               | Scelta difficile         | 26 novembre 1982 | -                 |
| 9  | The Vigil             | Il primo passo           | 3 dicembre 1982  | 21 settembre 1983 |
| 10 | Confrontations        | Solo contro tutti        | 10 dicembre 1982 | -                 |
| 11 | "United We Stand..."  | Il ritorno di Jacqueline | 17 dicembre 1982 | -                 |
| 12 | "...Divided We Fall"  | Il segreto di Jacqueline | 31 dicembre 1982 | -                 |
| 13 | Pas De Deux           | Faccia a faccia          | 7 gennaio 1983   | -                 |
| 14 | Above Suspicion       | Dubbio                   | 14 gennaio 1983  | -                 |
| 15 | Broken Promises       | Mancata promessa         | 21 gennaio 1983  | -                 |
| 16 | Deliberate Disclosure | Verità in prima pagina   | 28 gennaio 1983  | -                 |
| 17 | Love, Honor and Obey  | Storie d'amore           | 4 febbraio 1983  | -                 |
| 18 | Separate Hearts       | Lettera anonima          | 11 febbraio 1983 | -                 |
| 19 | The Odyssey           | Il segreto di Parigi     | 18 febbraio 1983 | -                 |
| 20 | Ultimatums            | Angelo nero              | 25 febbraio 1983 | -                 |
| 21 | Maelstrom             | Tela di ragno            | 4 marzo 1983     | -                 |
| 22 | Climax                | Testimone                | 11 marzo 1983    | -                 |

## Sfida
- Titolo originale: The Challenge
- Diretto da: Harry Harris
- Scritto da: Robert McCullough

### Trama
Angela cerca di ostacolare in tutti i modi Chase, ma quest'ultimo le fa firmare un contratto per suggellare l'accordo fatto dopo l'inchiesta. Melissa decide di tornare a vivere dal padre. Richard Channing, il figlio illegittimo dell'ex-marito di Angela, decide di lasciare New York dopo aver saputo dell'eredità: il suo piano, in combutta con il padre adottivo, è di usare le risorse del giornale per trovare la sua vera madre e nel frattempo cercare di impossessarsi dei vigneti di Falcon Crest.
- Guest star: Mel Ferrer (Phillip Erikson)
- Altri interpreti: Margaret Ladd (Emma Channing), Chao Li Chi (Chao Li Chi), Mario Marcelino (Mario Nunouz), Silvana Gallardo (Alicia Nunouz), Shannon Tweed (Diana Hunter), Carlos Romero (Carlo Agretti), E.G. Marshall (Henri Denault)

## Arrivo
- Titolo originale: The Arrival
- Diretto da: Bill Duke
- Scritto da: Robert McCullough

### Trama
Julia pensa di organizzare una festa a sorpresa in onore dell'arrivo di suo nipote e chiede a Chase e Maggie di farla a casa loro. Durante la festa, Carlo Agretti vede Lance flirtare con un'altra donna e, furioso per la mancanza di rispetto nei confronti di sua figlia Melissa, lo affronta. Chase cerca di difendere i diritti degli altri viticoltori della valle, ma viene continuamente ostacolato da Angela. Richard arriva a San Francisco e incontra Angela.
- Guest star: Mel Ferrer (Phillip Erikson)
- Altri interpreti: Margaret Ladd (Emma Channing), Chao Li Chi (Chao Li Chi), Mario Marcelino (Mario Nunouz), Shannon Tweed (Diana Hunter), Carlos Romero (Carlo Agretti), Roy Thinnes (Nick Hogan), Bradford Dillman (Darryl Clayton), Roger Perry (John Costello), Donald Hotton (Herb Talmadge), Fernando Escandon (Herrera), Ned Wilson (Max Hartman)

## L'acqua della discordia
- Titolo originale: Troubled Waters
- Diretto da: Harry Harris
- Scritto da: Stephen Black, Henry Stern

### Trama
Mentre continua la battaglia fra Chase e Angela per i diritti sull'acqua della Tuscany Valley, Cole ha un diverbio con Carlo Agretti davanti ad alcuni braccianti. Successivamente, mentre è minacciato da una pistola impugnata da una mano sconosciuta, Carlo chiama Cole per scusarsi e per chiedergli di andare a casa sua dove, a suo dire, anche Melissa lo aspetta. Quando Cole arriva trova Carlo morto, colpito da una statuetta. Mentre chiama i soccorsi prende in mano l'arma del delitto e accidentalmente si sporca la maglia di sangue.
- Guest star: Mel Ferrer (Phillip Erikson)
- Altri interpreti: Margaret Ladd (Emma Channing), Chao Li Chi (Chao Li Chi), Mario Marcelino (Mario Nunouz), Shannon Tweed (Diana Hunter), Carlos Romero (Carlo Agretti), Roy Thinnes (Nick Hogan), Roger Perry (John Costello), James Victor (Paul Espinoza), Fernando Escandon (Herrera), Ned Wilson (Max Hartman)

## Omicidio
- Titolo originale: Murder One
- Diretto da: Bill Duke
- Scritto da: Irv Pearlberg

### Trama
La situazione di Cole peggiora e viene arrestato per l'omicidio di Carlo Agretti. Richard cerca di usare l'omicidio per aumentare le vendite. Chase riesce a far votare la sua proposta dagli altri supervisori della contea. Emma decide di andarsene di casa.
- Guest star: Mel Ferrer (Phillip Erikson), Joanna Cassidy (Katherine Demery)
- Altri interpreti: Margaret Ladd (Emma Channing), Chao Li Chi (Chao Li Chi), Shannon Tweed (Diana Hunter), Carlos Romero (Carlo Agretti), Roy Thinnes (Nick Hogan), Roger Perry (John Costello), Fernando Escandon (Herrera), Ned Wilson (Max Hartman), Andy Wood (Daniels), Joe Lambie (Sceriffo Dan Robbins)

## Trappola
- Titolo originale: The Exposé
- Diretto da: Harry Harris
- Scritto da: Garner Simmons

### Trama
Grazie a Richard, Chase scopre che molti suoi braccianti vivono in condizioni disumane perché sottopagati e cerca di convincere Angela ad alzare i loro salari. Non riuscendoci indice una conferenza stampa dove, come supervisore della contea, promette di migliorare la loro condizione. Angela arriva all'improvviso e si prende anche lei il merito del fatto. Cole viene rilasciato su cauzione e lo sceriffo spiega al suo avvocato che le prove contro di lui sono schiaccianti. Richard vuole che Cole venga condannato per la morte di Carlo Agretti. Lance si vede con un'altra donna.
- Guest star: Mel Ferrer (Phillip Erikson), Joanna Cassidy (Katherine Demery)
- Altri interpreti: Margaret Ladd (Emma Channing), Chao Li Chi (Chao Li Chi), Shannon Tweed (Diana Hunter), Roy Thinnes (Nick Hogan), Katherine Justice (Sheila Hogan), Jeff Cotler (Tyler Demery), Luis Oropeza (Alfonso), Joe Lambie (Sceriffo Dan Robbins)

## Rapporto difficile
- Titolo originale: Home Away from Home
- Diretto da: Bill Duke
- Scritto da: Kathleen Hite

### Trama
Sentendosi troppo pressato per via dell'accuso di omicidio, Cole decide spostarsi momentaneamente di casa per stare più vicino a Katherine. Richard continua a seguire Cole per avere scoop da usare per il suo giornale e cerca di comprare le azioni di Julia. Emma chiama Chase e gli comunica che è in Louisiana, che si è accorta di essere seguita e che si sta divertendo a viaggiare per confondere il pedinatore. Melissa scopre che Lance esce spesso per vedere Lori, la donna che ama, e non per lavoro e usa ogni pretesto per mettere in cattiva luce Lance agli occhi di Angela e Julia.
- Guest star: Lana Turner (Jacqueline Perrault), Mel Ferrer (Phillip Erikson), Joanna Cassidy (Katherine Demery)
- Altri interpreti:  Margaret Ladd (Emma Channing), Chao Li Chi (Chao Li Chi), Shannon Tweed (Diana Hunter), Maggie Cooper (Lori Stevens)

## Lo chiameremo Joseph
- Titolo originale: The Namesake
- Diretto da: Harry Harris
- Scritto da: Ernie Wallengren

### Trama
Dopo l'ennesimo diverbio con Lance, Melissa decide di andare da Cole, ma appena arriva necessita di essere portata d'urgenza all'ospedale dove il bambino viene fatto nascere prematuramente. Joseph, così viene chiamato il neonato, viene messo in incubatrice, ma dopo poco tempo sviluppa una forte febbre. Richard sembra essere immischiato nell'esplosione dell'auto di un supervisore della contea per permettere che venga votato il permesso all'uso di un terreno. Cole lascia Katherine e decide di tornare a casa.
- Guest star: Joanna Cassidy (Katherine Demery)
- Altri interpreti: Shannon Tweed (Diana Hunter), Roy Thinnes (Nick Hogan), Maggie Cooper (Lori Stevens), Roger Perry (John Costello), Michael C. Gwynne (Steve Barton), Katherine Justice (Sheila Hogan), Richard Eastham (Dott. Howell), Richard Kuss (Woody Murdock), Fernando Escandon (Herrera), Ned Wilson (Max Hartman), Jeff Cotler (Tyler Demery)

## Scelta difficile
- Titolo originale: Choices
- Diretto da: Bill Duke
- Scritto da: Leah Markus

### Trama
La situazione di Joseph è sempre più critica e sembra che l'ultima strada da percorrere sia contattare un chirurgo svedese al momento irreperibile perché impegnato a Leningrado. La seconda autopsia eseguita sul corpo di Carlo Agretti rivela che il colpo è stato sferrato da una mano destra, ma Cole è mancino e questo fa cadere le accuse per insufficienza di prove. Tony torna in città chiamato da Richard che vuole una perizia geologica su di un terreno. Durante la permanenza passa una notte con Julia, cosa che Angela non gradisce. Angela e Philip fanno firmare con l'inganno a Tony un falso contratto che testimonia una sua complicità nei tentativi di Richard di impossessarsi delle azioni di Julia. In questo modo convincono Julia e Lance che Tony non è interessato al loro affetto ma solo ai soldi.
- Guest star: Robert Loggia (Tony Cumson), Mel Ferrer (Phillip Erikson), Joanna Cassidy (Katherine Demery)
- Altri interpreti: Chao Li Chi (Chao Li Chi), Shannon Tweed (Diana Hunter), Maggie Cooper (Lori Stevens), Michael C. Gwynne (Steve Barton), Richard Eastham (Dott. Howell), Bob Curtis (Padre Bob)

## Il primo passo
- Titolo originale: The Vigil
- Diretto da: Harry Harris
- Scritto da: Scott Hamner

### Trama
Melissa vuole poter stare con suo figlio, ma le viene impedito dal medico per il rischio di sviluppare infezioni respiratorie. Richard riesce a contattare il medico di cui Joseph ha bisogno, il quale arriva e salva il bambino permettendo a Melissa di poterlo abbracciare per la prima volta. Maggie va ad Hollywood per portare la sua sceneggiatura che viene respinta più volte. Chase vuole piantare un nuovo vigneto, ma Angelasi oppone perché i soldi che servirebbero li vuole investire per ottenere il controllo del The New San Francisco Globe. Richard confida ad Angela che l'unico a sapere dove si trova Emma è Chase.
- Guest star: Mel Ferrer (Phillip Erikson)
- Altri interpreti: Margaret Ladd (Emma Channing), Chao Li Chi (Chao Li Chi), Shannon Tweed (Diana Hunter), Roy Thinnes (Nick Hogan), Bradford Dillman (Darryl Clayton), Maggie Cooper (Lori Stevens), Jan Tríska (Karl Edsen), Richard Eastham (Dott. Howell), James Staley (Fred Tanner)

## Solo contro tutti
- Titolo originale: Confrontations
- Diretto da: Bill Duke
- Scritto da: Dick Nelson

### Trama
Richard continua a contrastare i tentativi di Angela di impossessarsi del giornale e Chase scopre i movimento di denaro che Angela ha effettuato per poter comprare le azioni. Maggie passa molto tempo con un produttore cinematografico che Angela ha mandato appositamente a Hollywood per cercare di rovinare il rapporto fra Maggie e Chase. Melissa torna a casa con Joseph e Cole è combattuto riguardo alla paternità di Joseph.
- Guest star: Mel Ferrer (Phillip Erikson)
- Altri interpreti: Chao Li Chi (Chao Li Chi), Shannon Tweed (Diana Hunter), Roy Thinnes (Nick Hogan), Bradford Dillman (Darryl Clayton), Katherine Justice (Sheila Hogan), Peter White (Eric Kenderson), Anne Jeffreys (Amanda Croft)

## Il ritorno di Jacqueline
- Titolo originale: "United We Stand..."
- Diretto da: Gwen Arner
- Scritto da: Ernie Wallengren

### Trama
Jacqueline torna a Falcon Crest e confida a Richard di non amare Angela e che lo aiuterà nella sua crociata contro di lei. Chase scopre che Richard, nel terreno che ha comprato, non sta costruendo un memoriale per Douglas, ma un vigneto. Darryl, il produttore con il quale Maggie è stata a Los Angeles, torna nella valle e dopo aver ricevuto soldi da Angela continua il lavoro sul film con Maggie. Jacqueline rivela a Chase e Richard che sono fratelli, in quanto lei è la madre di Richard.
- Guest star: Lana Turner (Jacqueline Perrault), Mel Ferrer (Phillip Erikson)
- Altri interpreti: Chao Li Chi (Chao Li Chi), Shannon Tweed (Diana Hunter), Roy Thinnes (Nick Hogan), Bradford Dillman (Darryl Clayton), Peter White (Eric Kenderson), Sandy Ward (Neil Adams)

## Il segreto di Jacqueline
- Titolo originale: "...Divided We Fall"
- Diretto da: Stan Lathan
- Scritto da: Stephen Black, Henry Stern

### Trama
- Guest star: Lana Turner (Jacqueline Perrault), Mel Ferrer (Phillip Erikson)
- Altri interpreti: Chao Li Chi (Chao Li Chi), Shannon Tweed (Diana Hunter), Roy Thinnes (Nick Hogan), Bradford Dillman (Darryl Clayton),, Katherine Justice (Sheila Hogan), Harry Basch (Vince Caproni), Mary Kate McGeehan (Linda Caproni), Pamela Brull (Brenda), Joe Lambie (Sceriffo Dan Robbins)

## Faccia a faccia
- Titolo originale: Pas De Deux
- Diretto da: Gwen Arner
- Scritto da: Garner Simmons

### Trama
- Guest star: Lana Turner (Jacqueline Perrault), Mel Ferrer (Phillip Erikson)
- Altri interpreti: Chao Li Chi (Chao Li Chi), Roy Thinnes (Nick Hogan), Bradford Dillman (Darryl Clayton), Katherine Justice (Sheila Hogan), Maggie Cooper (Lori Stevens), Anne Jeffreys (Amanda Croft)

## Dubbio
- Titolo originale: Above Suspicion
- Diretto da: Larry Elikann
- Scritto da: Robert McCullough, Suzanne Herrera

### Trama
- Guest star: Mel Ferrer (Phillip Erikson)
- Altri interpreti: Chao Li Chi (Chao Li Chi), Shannon Tweed (Diana Hunter), Roy Thinnes (Nick Hogan), Maggie Cooper (Lori Stevens), Anne Jeffreys (Amanda Croft), Joe Lambie (Sceriffo Dan Robbins)

## Mancata promessa
- Titolo originale: Broken Promises
- Diretto da: Nell Cox
- Scritto da: Robert McCullough, Suzanne Herrera

### Trama
- Guest star: Mel Ferrer (Phillip Erikson)
- Altri interpreti: Chao Li Chi (Chao Li Chi), Shannon Tweed (Diana Hunter), Roy Thinnes (Nick Hogan), Katherine Justice (Sheila Hogan), E.G. Marshall (Henri Denault), Anne Jeffreys (Amanda Croft), Joe Lambie (Sceriffo Dan Robbins), Milt Oberman (Dott. Baumgartner), Jill Andre (Dott.ssa Shields), Norman Alden (Detective Bitterman)

## Verità in prima pagina
- Titolo originale: Deliberate Disclosure
- Diretto da: Larry Elikann
- Scritto da: Scott Hamner

### Trama
- Guest star: Dana Andrews (Elliot McKay), Mel Ferrer (Phillip Erikson)
- Altri interpreti: Chao Li Chi (Chao Li Chi), Shannon Tweed (Diana Hunter), Roy Thinnes (Nick Hogan), Bradford Dillman (Darryl Clayton), Michael C. Gwynne (Steve Barton), Anne Jeffreys (Amanda Croft), Marley Sims (Rita Clay), Norman Alden (Detective Bitterman)

## Storie d'amore
- Titolo originale: Love, Honor and Obey
- Diretto da: Michael Preece
- Scritto da: Kathleen A. Shelley

### Trama
- Guest star: Mel Ferrer (Phillip Erikson)
- Altri interpreti: Margaret Ladd (Emma Channing), Chao Li Chi (Chao Li Chi), Shannon Tweed (Diana Hunter), Roy Thinnes (Nick Hogan), Bradford Dillman (Darryl Clayton), Maggie Cooper (Lori Stevens), Anne Jeffreys (Amanda Croft), Ivan Bonar (Paolo Visconti), James Hong (Charles Fong), Tom Howard (Alexander Jameson), Joe Lambie (Sceriffo Dan Robbins), Norman Alden (Detective Bitterman)

## Lettera anonima
- Titolo originale: Separate Hearts
- Diretto da: Harvey S. Laidman
- Scritto da: Stephen Black, Henry Stern

### Trama
- Guest star: Mel Ferrer (Phillip Erikson)
- Altri interpreti: Margaret Ladd (Emma Channing), Chao Li Chi (Chao Li Chi), Shannon Tweed (Diana Hunter), Roy Thinnes (Nick Hogan), Katherine Justice (Sheila Hogan), Ivan Bonar (Paolo Visconti), Keye Luke (Wilson Fong), Tom Howard (Alexander Jameson), Mary Kate McGeehan (Linda Caproni)

## Il segreto di Parigi
- Titolo originale: The Odyssey
- Diretto da: Harry Harris
- Scritto da: Garner Simmons, Ernie Wallengren

### Trama
- Guest star: Mel Ferrer (Phillip Erikson)
- Altri interpreti: Margaret Ladd (Emma Channing), Chao Li Chi (Chao Li Chi), Shannon Tweed (Diana Hunter), Roy Thinnes (Nick Hogan), Mary Kate McGeehan (Linda Caproni), Joe Lambie (Sceriffo Dan Robbins)

## Angelo nero
- Titolo originale: Ultimatums
- Diretto da: Joseph Manduke
- Scritto da: Barry Steinberg

### Trama
- Guest star: Mel Ferrer (Phillip Erikson)
- Altri interpreti: Margaret Ladd (Emma Channing), Chao Li Chi (Chao Li Chi), Shannon Tweed (Diana Hunter), Roy Thinnes (Nick Hogan), Bradford Dillman (Darryl Clayton), E.G. Marshall (Henri Denault), Mary Kate McGeehan (Linda Caproni), Joe Lambie (Sceriffo Dan Robbins)

## Tela di ragno
- Titolo originale: Maelstrom
- Diretto da: Robert Foxworth
- Scritto da: Robert McCullough

### Trama
- Guest star: Mel Ferrer (Phillip Erikson)
- Altri interpreti: Margaret Ladd (Emma Channing), Chao Li Chi (Chao Li Chi), Shannon Tweed (Diana Hunter), Roy Thinnes (Nick Hogan), Bradford Dillman (Darryl Clayton), Mary Kate McGeehan (Linda Caproni), James Hong (Charles Fong), Keye Luke (Wilson Fong), Joe Lambie (Sceriffo Dan Robbins)

## Testimone
- Titolo originale: Climax
- Diretto da: Harry Harris
- Scritto da: Robert McCullough

### Trama
- Guest star: Lana Turner (Jacqueline Perrault), Mel Ferrer (Phillip Erikson)
- Altri interpreti: Margaret Ladd (Emma Channing), Chao Li Chi (Chao Li Chi), Shannon Tweed (Diana Hunter), Roy Thinnes (Nick Hogan), Katherine Justice (Sheila Hogan), Mary Kate McGeehan (Linda Caproni), James Hong (Charles Fong), Joe Lambie (Sceriffo Dan Robbins)